# Peti sklic Hrvaškega sabora
5. sklic Hrvaškega sabora je deloval med 22. decembrom 2003 in 12. oktobrom 2007; sestavljalo ga je 152 poslancev.

## Vodstvo
Predsednik
- Vladimir Šeks

Podpredsedniki
- Luka Bebić (HDZ),
- Darko Milinović (HDZ),
- Đurđa Adlešič (HSLS),
- Mato Arlović (SDP) in
- Vesna Pusić (HNS).

## Poslanci
- Adam, Jene
- Adlešič, Đurđa
- Ahel, Irena
- Antešić, Zdenko
- Antičević-Marinović, Ingrid
- Antunović, Željka
- Arapović, Franjo
- Arlović, mr. sc. Mato
- Babić Petričević, Zdenka
- Bačić, Stjepan
- Bagarić, Anto
- Bagarić, mr.sc. Ivan
- Bajt, Marija
- Banac, dr.sc. Ivo
- Bebić, Luka
- Bekavac, Marijan
- Bitunjac, Jure
- Boras, Florijan
- Bošnjaković, Dražen
- Brdarić, Ljubica
- Brnadić, Mirjana
- Bućan, mr.sc. Kajo
- Bukić, Perica
- Čačija, Miroslav
- Caparin, Karmela
- Čehok, dr. sc. Ivan
- Červar, Lino
- Čikeš, Lucija
- Ćosić, dr.sc. Krešimir
- Crkvenac, dr.sc. Mato
- Čuhnil, mr. sc. Zdenka
- Čuljak, Tomislav
- Đakić, Josip
- Đapić, Anto
- Didović, Mirjana
- Dorić, dr.sc. Miljenko
- Drandić, Valter
- Drmić, Ivan
- Ferenčak, Srećko
- Filipović, Mirko
- Fiolić, Stjepan
- Gajica, Ratko
- Gavran, Mato
- Glavaš, Branimir
- Hebrang, Andrija
- Herman, dr. sc. Vilim
- Hrelja, Silvano
- Ivaniš, mr. sc. Nikola
- Ivas, Rade
- Jandroković, Gordan
- Jarnjak, Ivan
- Jelkovac, mr.sc. Vlado
- Josipović, dr.sc. Ivo
- Jukić, Vlado
- Jurčić, dr.sc. Ljubo
- Jurjević, mr. sc. Marin
- Jurkin, Ivan
- Kajin, Damir
- Kapraljević, Antun
- Klem, Ivica
- Kolar, Ivan
- Koračević, Zlatko
- Korenika, Miroslav
- Košiša Čičin-Šain, Alenka
- Kovačević, Pero
- Kozina, Stjepan
- Kramarić, dr. sc. Zlatko
- Kurečić, Vladimir
- Kurtov, Željko
- Lalić, Ljubica
- Ledinski, Željko
- Leko, Josip
- Lelić, Ruža
- Lesar, Dragutin
- Letica, dr.sc. Slaven
- Linić, Slavko
- Lončar, Ivo
- Lučin, Šime
- Lugarić, Marija
- Majdenić, Nevenka
- Mak, Nikola
- Marasović, Jakša
- Markov, Ante
- Markovinović, Krunoslav
- Martić, Jagoda
- Martinčević, Jagoda Majska
- Matušić, Frano
- Meden, Milan
- Milinović, Darko
- Mimica, mr.sc. Neven
- Mlinarić, Marijan
- Mlinarić, Petar
- Mršić, Zvonimir
- Nenadić, Željko
- Nenadić, Živko
- Opačić, Milanka
- Pančić, Ivica
- Pankretić, mr.sc. Božidar
- Pasecky, Branimir
- Pavičić Vukičević, Jelena
- Pavlic, Željko
- Pecek, Željko
- Perman, Biserka
- Peronja, Kruno
- Peruško, Anton
- Pešić-Bukovac, Dorotea
- Picula, Tonino
- Pleša, Velimir
- Poropat, Valter
- Posavec Krivec, Ivana
- Prtenjača, Šime
- Pukleš, Dragutin
- Pupovac, dr.sc. Milorad
- Pusić, dr. sc. Vesna
- Račan, Ivica (umrl)
- Radin, dr. sc. Furio
- Radoš, Jozo
- Rebić, Niko
- Roić, Luka
- Roksandić, Ivanka
- Rožić, mr. sc. Miroslav
- Sabati, dr.sc. Zvonimir
- Šeks, Vladimir
- Selem, dr.sc. Petar
- Sesvečan, Damir
- Širac, mr.sc. Marko
- Šišljagić, mr.sc. Vladimir
- Škare Ožbolt, Vesna
- Škulić, Vesna
- Sobol, Gordana
- Sočković, Zdravko
- Šolić, Božica
- Sopčić, Nikola
- Stanimirović, Vojislav
- Stazić, Nenad
- Štengl, Vladimir
- Sučec-Trakoštanec, Ivana
- Tadić, dr.sc. Tonči
- Tanković, dr.sc. Šemso
- Tomašić, Ruža
- Tomić, Tomislav
- Tomljanović, Emil
- Topić, Jozo
- Trgovčević, Pejo
- Turić, dr.sc. Marko
- Vidović, Davorko
- Vučić, Ivan
- Vujić, dr.sc. Antun
- Vuljanić, Nikola
- Zgrebec, Dragica
- Zubović, Mario
- Žužul, Miomir